# レベッカ・ジェイムス
レベッカ・ジェイムス（Becky James、1991年11月29日 - ）は、ウェールズ、アバーガベニー出身の女子自転車競技（トラックレース）選手。
2013年9月、日本の競輪（ガールズケイリン）における短期免許取得選手として来日。JKAにおける登録名はレベッカ・ジェームズ。
また、英語圏ではベッキー・ジェイムス（Becky James）と呼ばれることが多い。

## 来歴
2009年
- ジュニア世界選手権自転車競技大会ケイリン優勝

2010年
- ヨーロッパ自転車競技選手権大会U23スプリント優勝
- コモンウェルスゲームズ
  - スプリント 2位
  - 500mタイムトライアル 3位

2012年
- トラックワールドカップ2012-2013
  - カリ・チームスプリント優勝
  - グラスゴー・チームスプリント優勝

2013年
- トラックレース世界選手権
  -  スプリント 優勝
  -  ケイリン 優勝
  - チームスプリント 3位
  - 500mタイムトライアル 3位
  - 9月に、松戸、立川、四日市の各競輪場でガールズケイリンに出走し、全て1着の9連勝を果たした[2][3]。